# クリスティアーノ・デル・グロッソ
クリスティアーノ・デル・グロッソ（Cristiano Del Grosso、1983年3月24日 - ）は、イタリア・アブルッツォ州ジュリアノーヴァ出身の元サッカー選手。現役時代のポジションはDF（主に左サイドバック）。

## 経歴

### クラブ
地元のジュリアノーヴァ・カルチョでキャリアをスタートさせ、トップチームデビューからセリエC1で5シーズンを過ごした後、2005年にセリエAのアスコリ・カルチョへ移籍。翌年からはカリアリ・カルチョでプレーする。
2008年夏にはACシエーナへ移籍。1年目からレギュラーを務め、2010-11シーズンにセリエBに降格した際もチームに残り、1年でのセリエA復帰に貢献した。2011年6月には、2013年まで契約を延長した。
2013年1月、アタランタBCへ完全移籍。
2015年8月29日、セリエBのFCバーリ1908に期限付き移籍することが決定した。
2016年、S.P.A.L.にレンタル移籍した。
2017年8月18日、ヴェネツィアFCに移籍した。